# Mirkovec Breznički
Mirkovec Breznički – wieś w Chorwacji, w żupanii varażdińskiej, w gminie Breznica. W 2011 roku liczyła 97 mieszkańców.